# 4584 Akan
4584 Akan este un asteroid din centura principală, descoperit pe 16 martie 1990 de Masanori Matsuyama și Kazuo Watanabe.